# 방과 후 코리아: 수학여행
《방과 후 코리아: 수학여행》는 대한민국의 E채널 오리지널 예능 프로그램이다.

## 기획 의도
한국에 관심이 많은 해외 10대 학생들이 단체로 수학여행을 와서 난생처음 '찐 한국 문화'를 만나고 즐기며 한국을 더 깊이 알고 사랑하게 되는 과정을 그린 버라이어티다.

## 방송 일정
| 방송 채널                    | 시즌제 | 방송 기간                          | 방송 시간                      | 비고 |
| ---------------------------- | ------ | ---------------------------------- | ------------------------------ | ---- |
| E채널 · MBN                  | 1      | 2022년 12월 11일 ~ 2023년 1월 29일 | 매주 일요일 밤 9시 20분 ~ 11시 |      |
| E채널 · 라이프타임채널 · AXN | 2      | 2023년 8월 7일 ~ 2023년 10월 23일  | 매주 월요일 밤 9시 ~ 10시 40분 |      |

## MC

### 시즌 1
- 박은혜 (1~8회)
- 은혁 (1~8회)
- 강승윤 (1~8회)
- 다영 (1~8회)
- 최유정 (1~8회)
- 김성원 (1~8회)
- 장도연 (5~8회)

### 시즌 2
- 은혁
- 장도연
- 박제니
- 조나단 욤비

## 에피소드 목록

### 시즌 1
| 회차 | 방송일           | 국적     | 사연 주인공                                    | 비고 |
| ---- | ---------------- | -------- | ---------------------------------------------- | ---- |
| 1    | 2022년 12월 11일 | 이탈리아 | 자다, 라켈레, 주세페, 아시아, 루알디, 투르코니 |      |
| 2    | 12월 18일        | 이탈리아 | 자다, 라켈레, 주세페, 아시아, 루알디, 투르코니 |      |
| 3    | 12월 25일        | 이탈리아 | 자다, 라켈레, 주세페, 아시아, 루알디, 투르코니 |      |
| 4    | 2023년 1월 1일   | 이탈리아 | 자다, 라켈레, 주세페, 아시아, 루알디, 투르코니 |      |
| 5    | 1월 8일          | 미국     | 아네카, 새리, 알리사, 케일럽, 루카스           |      |
| 6    | 1월 15일         | 미국     | 아네카, 새리, 알리사, 케일럽, 루카스           |      |
| 7    | 1월 22일         | 미국     | 아네카, 새리, 알리사, 케일럽, 루카스           |      |
| 8    | 1월 29일         | 미국     | 아네카, 새리, 알리사, 케일럽, 루카스           |      |

### 시즌 2
| 회차 | 방송일         | 국적     | 사연 주인공                            | 비고 |
| ---- | -------------- | -------- | -------------------------------------- | ---- |
| 1    | 2023년 8월 7일 | 핀란드   | 프레이, 온니아, 율리아나, 엘라, 오스카 |      |
| 2    | 8월 14일       | 핀란드   | 프레이, 온니아, 율리아나, 엘라, 오스카 |      |
| 3    | 8월 21일       | 핀란드   | 프레이, 온니아, 율리아나, 엘라, 오스카 |      |
| 4    | 8월 28일       | 핀란드   | 프레이, 온니아, 율리아나, 엘라, 오스카 |      |
| 5    | 9월 4일        | 프랑스   | 아테아, 에바, 에밀리, 아나이스, 이네스 |      |
| 6    | 9월 11일       | 프랑스   | 아테아, 에바, 에밀리, 아나이스, 이네스 |      |
| 7    | 9월 18일       | 프랑스   | 아테아, 에바, 에밀리, 아나이스, 이네스 |      |
| 8    | 9월 25일       | 뉴질랜드 | 다니엘, 윌, 오스카, 맥심, 아로아       |      |
| 9    | 10월 2일       | 뉴질랜드 | 다니엘, 윌, 오스카, 맥심, 아로아       |      |
| 10   | 10월 9일       | 뉴질랜드 | 다니엘, 윌, 오스카, 맥심, 아로아       |      |
| 11   | 10월 16일      | 뉴질랜드 | 다니엘, 윌, 오스카, 맥심, 아로아       |      |
| 12   | 10월 23일      | 뉴질랜드 | 다니엘, 윌, 오스카, 맥심, 아로아       |      |

## 같이 보기
- 수학여행
- 어서와~ 한국은 처음이지
- 이웃집 찰스